# Heinrich Müller-Breslau
Heinrich Franz Bernhard Müller-Breslau (Wrocław, 13 de maio de 1851 — Berlim, 24 de abril de 1925) foi um engenheiro civil e professor alemão.

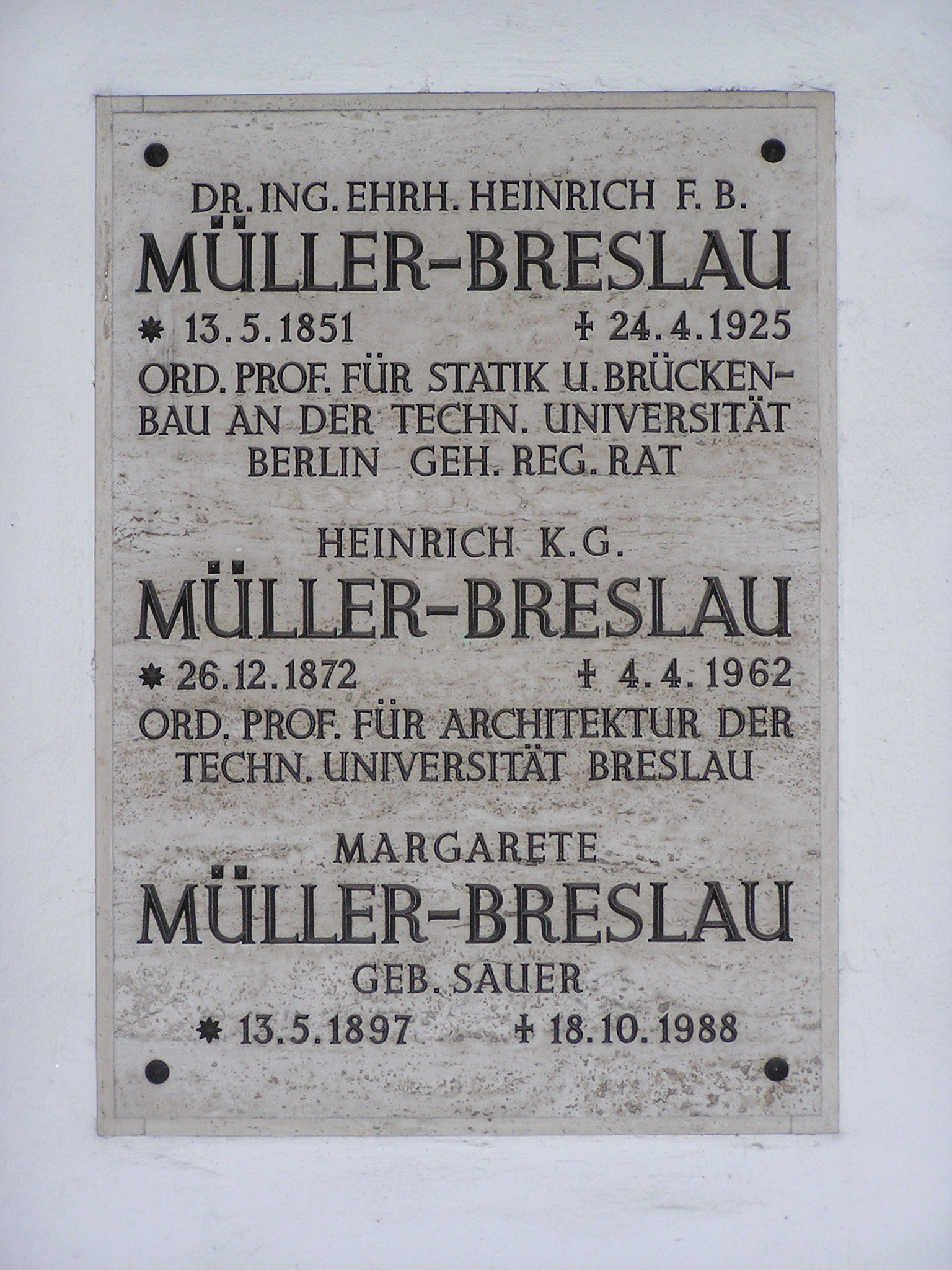
Placa sepulcral não mais existente no columbário do Cemitério de Wilmersdorf

Sepultado no Cemitério de Wilmersdorf em Berlim.

## Publicações
- Elementares Handbuch der Festigkeitslehre, 1875
- Elastizität und Festigkeit und Baumechanik in Hütte – Des Ingenieurs Taschenbuch, 1877
- Die Graphische Statik der Baukonstruktion, Band 1: 1887 und Band 2: 1891
- Antrittsrede, Berlin, 1901, in: Sitzungsberichte der Königlich Preußischen Akademie der Wissenschaften zu Berlin
- Zur Theorie der Windverbände eiserner Brücken, Berlin 1903, in: Sitzungsberichte der Königlich Preußischen Akademie der Wissenschaften. Phys.-math. Classe
- Die neueren Methoden der Festigkeitslehre und der Statik der Baukonstruktionen, ausgehend von dem Gesetze der virtuellen Verschiebungen und den Lehrsätzen über die Formänderungsarbeit. 3. Aufl. Leipzig 1904
- Erddruck auf Stützmauern, Stuttgart 1906
- Über exzentrisch gedrückte gegliederte Stäbe, Berlin 1910, in: Sitzungsberichte der Königlich Preußischen Akademie der Wissenschaften, Phys.-math. Classe
- Über exzentrisch gedrückte Stäbe und über Knickfestigkeit, Leipzig 1911 (aus: Der Eisenbau)
- Die neueren Methoden der Festigkeitslehre und der Statik der Baukonstruktionen, ausgehend von dem Gesetze der virtuellen Verschiebungen und den Lehrsätzen über die Formänderungsarbeit, 4. Aufl. Leipzig 1913
- Zur Geschichte des Zeppelin-Luftschiffes, Berlin 1914 (aus: Verhandlungen des Vereins zur Beförderung des Gewerbfleißes, 1914)
- Versuche mit auf Biegung und Knickung beanspruchten Flugzeugholmen, Berlin 1924, in: Sitzungsberichte der Preußischen Akademie der Wissenschaften, Phys.-math. Classe, 1924
- Adresse an Zimmermann zum fünfzigjährigen Doktorjubiläum am 29. Juli 1924, Berlin 1924, in: Sitzungsberichte der Preußischen Akademie der Wissenschaften, Phys.-math. Classe